# 上名寄站

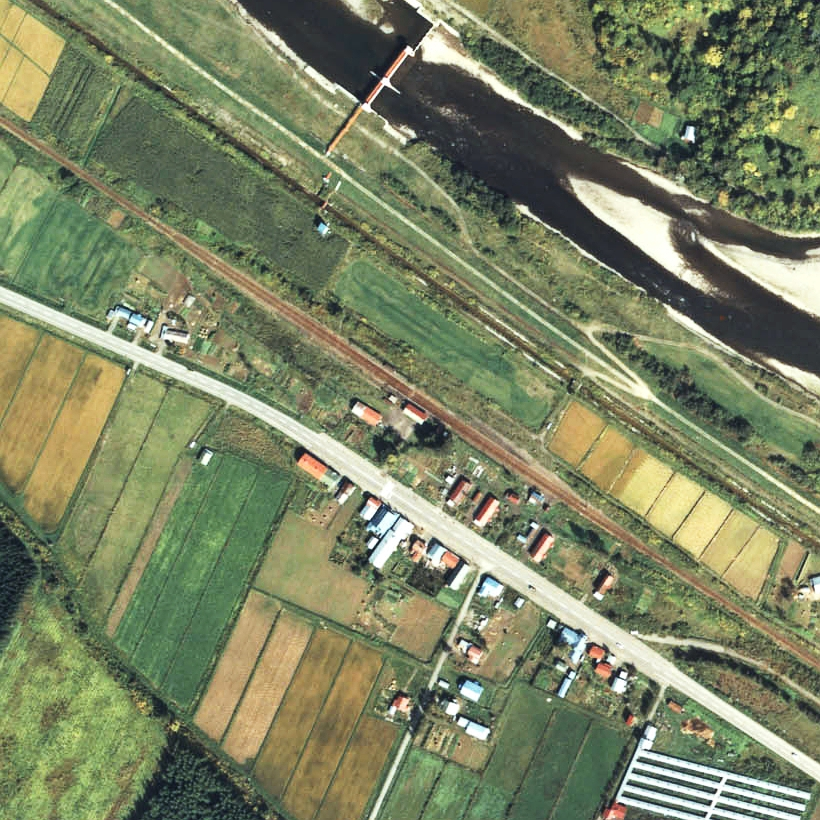
1977年的上名寄站與方圓約500米範圍。圖中為無人化前的情況。右下方是紋別方向。當時設有2面2線的千鳥式月台，車站旁邊靠近名寄一方，車站後方靠近紋別一方均設有引込線。但是引込線和堆場沒有被使用。在無人化後，只剩下使用靠近車站大樓一方的月台。

上名寄站（日语：／ Kami-Nayoro eki */?）是位於北海道上川郡下川町上名寄，北海道旅客鐵道（JR北海道）的名寄本線車站（廢站）。隨著名寄本線廢線，車站在1989年（平成元年）5月1日廢除。

## 歷史
- 1919年（大正8年）10月20日 - 鐵道院名寄線名寄至下川之間開通，此站啟用。當時為一般車站[1]。
- 1923年（大正12年）11月5日 - 路線名稱改為名寄本線。
- 1949年（昭和24年）6月1日 - 日本國有鐵道成立，成為日本國有鐵道車站。
- 1960年（昭和35年）9月15日 - 結束處理貨物[1]。
- 1978年（昭和53年）12月1日 - 結束處理行李[1]。同時結束售票和檢票業務，旅客業務無人化。但是，由於處理閉塞系統的職員仍然當值。
- 1986年（昭和61年）11月1日 - 交會設備廢除，成為無人車站。
- 1987年（昭和62年）4月1日 - 伴隨國鐵分割民營化，車站由北海道旅客鐵道（JR北海道）營運。
- 1989年（平成元年）5月1日 - 名寄本線全線廢除，此站也廢除。

## 車站構造
截至車站廢除前，車站是一座地面車站，設有1面1線的單式月台。月台位於路軌南邊（遠輕方向的列車會開啟右邊車門）。
在國鐵時代末期成為無人車站。曾經站內設有2面2線的相對式月台，當時可進行列車交會。車站大樓一方的月台中央與對面月台的東邊之間設有站內平交道連接。車站大樓（南邊）一方的月台為上行線，對面月台為下行線。在下行線靠近遠輕一方的路軌設有側線分支。
在完全成為無人站前，運輸要員仍會在站內當值。在有人車站時代還有車站大樓。大樓位於站內南邊，鄰接上行線月台中央部分。月台全長50米，可容納2卡編成的列車。

## 站名的由來
車站名稱取自地名。而地名取自名寄川的上流位置而得名。

## 車站周邊
- 國道239號（日语：国道239号）（下川國道）[4]
- 上名寄郵局
- 名寄川（日语：名寄川）[4]
- 名士巴士（日语：名士バス）「上名寄12線」巴士站 - 站名牌在巴士站內

## 現況
截至2000年（平成12年），車站變成一座儲木場，看不得車站痕蹟。截至2010年（平成22年），車站大樓遺址附近的國道上設有巴士站，該處設置了站名牌。截至2011年（平成23年）也是同樣。當時設置了新的站名牌，寫上了「上名寄站跡」。車站遺址被臨時圍板圍封，內部放置了建築建材。

## 相鄰車站
北海道旅客鐵道（JR北海道）
名寄本線
中名寄－上名寄－矢文

## 注腳
1. 1 2 3  《停車場変遷大事典 国鉄・JR編 II》1998年JTB發行，P908-913。
2. 1 2 3 4  書籍《国鉄全線各駅停車1 北海道690駅》（小學館，1983年7月發行）207頁。
3. ↑  書籍《北海道の駅878ものがたり 駅名のルーツ探究》（監修：太田幸夫，富士Contem，2004年2月發行）185頁。
4. 1 2  書籍《北海道道路地図 改訂版》（地勢堂，1980年3月發行）15頁。
5. ↑  書籍《鉄道廃線跡を歩くVII》（JTB出版，2000年1月發行）39頁。
6. ↑  書籍《新 鉄道廃線跡を歩く1 北海道・北東北編》（JTB出版，2010年4月發行）33頁。
7. 1 2  書籍《北海道の鉄道廃線跡》（著：本久公洋，北海道新聞社，2011年9月發行）113頁。